# La Pila
La Pila è una frazione del comune italiano di Campo nell'Elba, nella provincia di Livorno, in Toscana.

## Storia
Il toponimo Pila è attestato dal XIV secolo, nella forma Plano de la Pila. 
L'origine del nome deriva da pila, termine tardolatino che indicava un lavatoio o abbeveratoio per animali.
«La Pila è un aggruppamento di case intorno ad una fonte, nata per comodità dei Sant'Ilaresi che hanno nel piano le loro cantine.»

## Monumenti e luoghi d'interesse
- Chiesetta di San Martino, edificata sotto il patronato della famiglia Magi (XVIII secolo).
- Chiesetta della Madonna della Neve, edificata sotto il patronato della famiglia Garbi (XIX secolo).
- Chiesa di Santa Lucia, edificata nel XVII secolo sull'omonimo colle insieme ad un romitorio che ospitava frati terziari francescani. Fu ristrutturata nel 1933.

## Infrastrutture e trasporti
Presso la frazione è situato l'aeroporto di Marina di Campo, unico scalo aereo dell'isola d'Elba.